# Sergueï Iliouchine
Pour les articles homonymes, voir Iliouchine.
Sergueï Vladimirovitch Iliouchine (en russe : Сергей Владимирович Ильюшин), né le 18 mars 1894 (30 mars dans le calendrier grégorien) à Dilialevo, dans le gouvernement de Vologda (Empire russe) et décédé le 9 février 1977 à Moscou (Union soviétique), est un ingénieur aéronautique soviétique qui conçut de nombreux avions et fonda le bureau d'études Iliouchine.

## Biographie
Sergueï Iliouchine s'intéressa à l'aviation dès 1910. Incorporé dès 1914, il reçut une formation de pilote pendant la Première Guerre mondiale.
Dès 1919, il rejoignit les rangs de l'Armée rouge nouvellement créée. Il servit comme mécanicien aéronautique durant la guerre civile russe. En 1921, il retourna à ses études qu'il termina en 1926 à l'académie militaire d'aéronautique Prof. N. J. Joukovski de Moscou, après avoir travaillé sur quelques projets de planeurs. Il reprit du service dans l'armée comme conseiller et dirigea à partir de 1931 son propre bureau d'études. Après s'être consacré quelque temps aux ballons de recherche en haute altitude, il développa l'appareil ZBK-30 (ZBK : bureau d'études central) qui fut rebaptisé plus tard Iliouchine Il-4 et battit plusieurs records du monde.
Ses Iliouchine Il-2 Sturmovik d'attaque au sol et ses bombardiers Il-4 furent utilisés à grande échelle durant la Seconde Guerre mondiale. Ensuite, les avions de ligne Il-18 et Il-62 furent largement employés.
Son premier grand succès vint en 1939 avec l'avion de combat Iliouchine Il-2. La paix revenue, il construisit des avions civils tel que l'Iliouchine Il-12 (premier vol en 1946) et quelques bombardiers.
Son fils, Vladimir Iliouchine, est un pilote d'essai connu.

## Réalisations
Ses réalisations les plus connues sont :
- Bombardiers : Iliouchine Il-4, Iliouchine Il-28
- Avions de combat : Iliouchine Il-10
- Transport de passagers : Iliouchine Il-14
- Moyen-courrier quadri-turbopropulseur : Iliouchine Il-18 (1956)
- Long-courrier quadriréacteur : Iliouchine Il-62 (1962)
- L'un des plus gros avions de transport au monde : le quadriréacteur Iliouchine Il-76 Candid (charge utile 164 t, 1971).

## Honneurs
Il fut nommé professeur à l'Académie Joukovski à partir de 1948. En 1967, il fut élevé au grade d'ingénieur-général et l'année suivante élu membre de l'Académie des sciences d'URSS. Il a été député au Soviet suprême de la 1re à la 7e législature.
Principaux titres et décorations, par ordre de préséance :
- Trois fois Héros du travail socialiste

le 25.11.1941 (médaille no 20)
le 12.07.1957 (médaille no 45)
le 29.03.1974 (médaille no 14)
- Huit fois l'ordre de Lénine  (1937, 1941, 1945, 1945, 1954, 1964, 1971, 1974)
- Ordre de la révolution d'Octobre (1969)
- Ordre du Drapeau rouge (1944, 1950)
- Ordre de Souvorov de 1re classe (1945) et de 2e classe (1944)
- Ordre du Drapeau rouge du travail (1939)
- Ordre de l'Étoile rouge (1933, 1967)
- Prix Lénine (1960)
- Sept fois le prix Staline (1941, 1942, 1943, 1946, 1947, 1950, 1952)
- Prix d'État de l'URSS (1971)
- Médaille pour la victoire sur l'Allemagne dans la Grande Guerre patriotique de 1941-1945 (1945)